# ピーター・ホップカーク
ピーター・ホップカーク（Peter Hopkirk、1930年12月15日‐2014年8月22日）は、イギリスのジャーナリスト、作家。19世紀から20世紀にかけての中央アジアの歴史・地政学をテーマに多数の著作を刊行した。

## 略歴
ITN（英国独立放送公社テレビニュース）のリポーター、デイリー・エクスプレス紙（Daily Express）のニューヨーク特派員を経て、中東・極東地域の専門記者としてザ・タイムズ社「THE Times」に20数年勤務し、中央アジア（旧ソ連）、コーカサス、中国、インド、パキスタン、イラン、トルコ東部（アナトリア）を広く取材。その後作家活動に専念。これらの地域を舞台に数冊の著書を刊行、十数ヶ国語に訳されている。中央アジア関連の希書の収蒐家としても知られる。
1999年に王立アジア問題協会(Royal Society for Asian Affairs)から＜パーシー・サイクス卿記念メダル＞(Sir Percy Sykes Memorial Medal)を授与された。

## 著作
- 『シルクロード発掘秘話』、小江慶雄・小林茂訳、時事通信社、1981年　
  - Foreign Devils on the Silk Road：The Search for Lost Cities and Treasures of Chinese Central, 1980
- 『ザ・グレート・ゲーム　内陸アジアをめぐる英露のスパイ合戦』、京谷公雄訳、中央公論社、1992年　
  - The Great Game：the Struggle for Empire in Central Asia, 1990。前半部の抄訳版
- 『東方に火をつけろ　レーニンの野望と大英帝国』、京谷公雄訳、NTT出版、1995年　
  - Setting the East Ablaze：Lenin's Dream of an Empire in Asia, 1984
- 『チベットの潜入者たち　ラサ一番乗りをめざして』、今枝由郎・鈴木佐知子・武田真理子訳、白水社、2004年　
  - Trespassers on the Roof of the World：The Secret Exploration of Tibet, 1982

なお末尾の刊行年は初版時のもの。他に以下の著作がある。全て改訂新版でペーパーバック、電子書籍が刊行。
- On Secret Service East of Constantinople : The Plot to Bring Down the British Empire, 1994
  - Like Hidden Fire：The Plot to Bring Down the British Empire, 1997
- Quest for Kim：in Search of Kipling’s Great Game, 1996 
キップリングに関する著作。